# El hombre eterno
El hombre eterno (The Everlasting Man) es un ensayo histórico en dos partes sobre la humanidad, Cristo y el cristianismo, de G. K. Chesterton, publicado en 1925. Es hasta cierto punto una consciente respuesta al libro de H. G. Wells Esquema de la historia, que envuelve ambos: el origen evolutivo de la humanidad y la mortalidad humana de Jesús. Mientras que en Ortodoxia Chesterton destaca su propio viaje espiritual, en este libro trata de ilustrar el viaje espiritual de la humanidad.
Chesterton comienza de la siguiente manera: «Hay dos formas de llegar a casa: una de ellas es permanecer en ella, y la otra, es caminar a través de todo el mundo hasta que volvamos al mismo lugar. El hombre eterno está dirigido para aquellos que no han logrado llegar a casa de la primera forma, invitándoles a que se aproximen a casa de la segunda manera». 
«El objetivo de este libro, en otras palabras, es que la mejor cosa siguiente a estar realmente dentro de la cristiandad es estar realmente fuera de ella. Y un punto particular es que los críticos populares del Cristianismo no están realmente fuera de él [...]. La mejor relación con nuestro hogar espiritual es estar lo bastante cerca como para amarlo, pero la segunda mejor relación es estar lo bastante lejos como para no odiarlo. Es el argumento de estas páginas que, si bien el mejor juez de la cristiandad es un cristiano, el juez siguiente mejor sería algo más parecido a un confuciano. El peor juez de todos es el hombre más preparado con sus juicios, el cristiano débilmente educado que se convierte gradualmente en un agnóstico de mal carácter, enredado en el final de una riña de la que nunca entendió el principio, azotado por una especie de aburrimiento heredado de no sabe qué, cansado de escuchar algo de lo que nunca había oído hablar. Para aquellos para los que una mera reacción se ha convertido en una obsesión, yo recomiendo el serio esfuerzo imaginativo de concebir a los doce apóstoles como chinos. En otras palabras, recomiendo a estos críticos a tratar de hacer tanta justicia a los santos cristianos como si fueran sabios paganos. Pero [...] intentaré demostrar que cuando hacemos el esfuerzo imaginativo de verlo todo desde fuera, realmente se ve como aquello que tradicionalmente se ha dicho desde el interior». 
De acuerdo con los esquemas evolucionistas de la historia propuesta por Wells y otros, la humanidad es simplemente otro tipo de animal, y Jesús fue un extraordinario ser humano y nada más. La tesis de Chesterton, como se expresa en la primera parte del libro ( Sobre la Criatura llamada hombre) es que, si el hombre es realmente visto simplemente como otro animal, uno se ve obligado a concluir que es un animal extrañamente inusual. En la segunda parte del libro, (Del hombre llamado Cristo), Chesterton sostiene que, si Jesús es realmente visto como simplemente otro líder humano, y el cristianismo y la Iglesia son simplemente otra religión humana, uno se ve obligado a la conclusión de que él era un líder extrañamente inusual, cuyos seguidores fundaron una atípica y milagrosa religión e Iglesia. «No creo —dice— que el pasado sea verdaderamente representado como una cosa en la que la humanidad simplemente se desvanece en la naturaleza, o que la civilización se desvanezca en barbarie, o que la religión se desvanezca en mitología, o que nuestra religión se desvanezca en las religiones del mundo. En resumen, no creo que la mejor manera de producir un resumen de la historia sea borrar las líneas». 
C. S. Lewis dijo que El hombre eterno “bautizó”  su intelecto, tanto como los escritos de George MacDonald bautizaron su imaginación, haciendo que se aproximara más al cristianismo antes de que lo abrazara por completo. En una carta a Sheldon Vanauken (14 de diciembre de 1950) Lewis llama al libro "el mayor libro de apologética que conozco", y Rhonda Bodle escribió (31 de diciembre de 1947) "la [verdadera] defensa popular que mejor he conocido, respecto de la posición completa del Cristianismo, es de G. K. Chesteron El hombre eterno". El libro también fue citado como uno de los 10 libros que "marcaron mi vocación y mi actitud hacia la filosofía y la vida".